# Fiamme sul mare (film 1917)
Fiamme sul mare (Souls Adrift) è un film muto del 1917 diretto da Harley Knoles. Distribuito dalla World Film, aveva come interpreti Ethel Clayton, Milton Sills, Frank DeVernon, John Davidson, Walter James. Si ritiene che la pellicola sia andata perduta.

## Produzione
Il film, il cui titolo originale era Chasms, fu prodotto dalla Peerless Productions e dalla World Film. La pubblicità riportava che era stato girato in una piccola isola delle Bahamas semi disabitata.

## Distribuzione
Il copyright del film, richiesto dalla World Film Corp., fu registrato il 26 luglio 1917 con il numero LU11168. Distribuito dalla World Film e presentato da William A. Brady, il film uscì nelle sale cinematografiche statunitensi il 13 agosto 1917. In Italia, il film - con il visto di censura numero 24046 - venne distribuito nel 1928 dalla Superfilm.
Non si conoscono copie ancora esistenti della pellicola che viene considerata presumibilmente perduta.